# 다이앤 파
다이앤 파(Diane Farr, 1969년 9월 7일 ~ )는 미국의 배우, 제작자, 작가이다.

## 출연 작품

### 영화
- Divorced White Male (1998)
- 쎄크리파이스 (2000)
- 어바웃 체리 (2012)
- Almost Broadway (2014)
- 아메리칸 로맨스: 블러디 허니문 (2016, American Romance)
- 12피트 (2016) - 클라라 역
- 팜스윙스 스와핑클럽 (2017, Palm Swings)

### 텔레비전
- 로즈웰 (1999-2001)
- 레스큐 미 (2004-05)
- 넘버스 (2005-08)
- 캘리포니케이션 (2009)
- 화이트 칼라 (2010)
- 그레이 아나토미 (2010)
- CSI: 마이애미 (2011)
- 멘탈리스트 (2012)
- 모던 패밀리 (2013)
- 두 남자와 1/2 (2013)
- 굿 닥터 (2021)
- 참드 (2021)